# Área de conservación regional Ausangate
El Área de conservación regional Ausangate es un área protegida en el Perú, es parte de la cordillera de los Andes, específicamente en la denominada Cordillera Vilcanota. Se ubica en los distritos de Checacupe y Pitumarca en la provincia de Canchis, y Marcapata y Ocongate en la provincia de Quispicanchi de la región Cusco. Dentro del área de conservación se encuentra la montaña Ausangate, el nevado más alto del departamento Cusco, y el quinto nevado más alto del Perú.
Fue creado el 12 de diciembre de 2019, mediante Decreto Supremo n.º 012-2019-MINAM. Tiene una extensión de 66 514,17 hectáreas.